# Cetrimoniumbromide
Cetrimoniumbromide (IUPAC-naam: hexadecyltrimethylammoniumbromide; ook cetyltrimethylammoniumbromide genoemd) is een quaternair alkylammoniumzout, waarbij de alkylgroep een lineaire keten van zestien koolstofatomen omvat. Het is dus een ionair derivaat van hexadecaan. Het is een wit, hygroscopisch poeder en is goed oplosbaar in water. Cetrimoniumbromide is een kationische oppervlakteactieve stof met bacteriedodende eigenschappen. Bij alkalische pH is het actief tegen zowel gram-positieve als gram-negatieve bacteriën. De activiteit wordt geneutraliseerd door zepen en anionische oppervlakte-actieve stoffen zoals natriumdodecylsulfaat, waarmee het onoplosbare complexen vormt.
Cetrimoniumbromide is vergelijkbaar met cetrimoniumchloride; enkel het anion is bromide in plaats van chloride. Het wordt ook voor gelijkaardige toepassingen gebruikt, vooral in hairconditioners en shampoos, en in kleine concentraties als conserveermiddel in andere producten om de ontwikkeling van micro-organismen tegen te gaan. Het wordt ook in de moleculaire biologie gebruikt onder andere bij de precipitatie van DNA, omdat het ook onoplosbare complexen vormt met nucleïnezuren.